# Sonho Georgiano - Geórgia Democrática
O Sonho Georgiano - Georgia Democrática (em georgiano: ქართული ოცნება - დემოკრატიული საქართველო, K'art'uli ots'neba - demokratiuli Sak'art'velo) é o principal partido político na Geórgia desde sua ascensão ao poder em 2012. O partido foi criado em 19 de abril de 2012 pelo empresário bilionário e político Bidzina Ivanishvili.
É o partido principal da coligação política dos seis partidos georgianos que ganhou as eleições parlamentares de 2012. O partido político Sonho Georgiano - A Geórgia Democrática tem atualmente 90 assentos no parlamento georgiano de 150 lugares.
O partido evoluiu a partir do movimento público Sonho Georgiano, lançado por Ivanishvili como uma plataforma para suas actividades políticas em dezembro de 2011. Como Ivanishvili não era cidadão georgiano no momento da sessão inaugural do partido, a advogada Manana Kobakhidze foi eleita como líder interina, presidente nominal do Sonho Georgiana - Georgia Democrática. O partido também inclui vários georgianos notáveis, como o político Sozar Subari, o ex-diplomata Tedo Japaridze, o grande mestre do xadrez Zurab Azmaiparashvili, o comentador de segurança Irakli Sesiashvili, o escritor Guram Odisharia e o famoso futebolista Kakha Kaladze.
No domínio da política externa e da segurança, o partido Sonho Georgiano apoia a integração europeia, ao mesmo tempo que adota uma abordagem pragmática para a Rússia.

## Resultados eleitorais

### Eleições presidenciais
| Data | Candidato apoiado     | 1ª Volta | 1ª Volta  | 1ª Volta     | 2ª Volta | 2ª Volta | 2ª Volta |
| Data | Candidato apoiado     | CI.      | Votos     | %            | CI.      | Votos    | %        |
| ---- | --------------------- | -------- | --------- | ------------ | -------- | -------- | -------- |
| 2013 | Giorgi Margvelashvili | 1.º      | 1 012 569 | 62,1 / 100,0 |          |          |          |

### Eleições legislativas
| Data | CI. | Votos     | %            | +/- | Deputados | +/- | Status  |
| ---- | --- | --------- | ------------ | --- | --------- | --- | ------- |
| 2012 | 1.º | 1 184 612 | 55,0 / 100,0 |     | 85 / 150  |     | Governo |
| 2016 | 1.º | 856 638   | 48,7 / 100,0 | 6,3 | 115 / 150 | 30  | Governo |
| 2020 | 1.º | 928 004   | 48,2 / 100,0 | 0,5 | 90 / 150  | 25  | Governo |